# Хатанзейский, Григорий Васильевич
Григо́рий Васи́льевич Хатанзе́йский (1889, село Усть-Цильма, Печорский уезд (Архангельская губерния) — 1919, Архангельск) — революционер, один из организаторов рабочего движения на лесозаводе «Стелла Поларе», в Печорском уезде Архангельской губернии.

## Биография
Родился в семье безоленного ненца, в селе Усть-Цильма. На мировоззрение Г. В. Хатанзейского большое влияние оказали проживавшие в селе политссыльные. Учился в Архангельской фельдшерской школе, откуда за участие в студенческих волнениях исключён; осуждён в 1907 году Архангельским окружным судом, и отправлен в Усть-Цильму. В качестве рабочего участвовал в экспедиции А. В. Журавского в Большеэемельскую тундру.
С 1912 года — рабочий-поденщик лесозавода «Стелла Поларе», участник политкружка. В 1913 году участвовал в забастовке, активно поддерживал требования рабочих об увеличении заработной платы. С 1914 года ротный фельдшер на фронте. Вернулся в начале 1917 года, был делегирован рабочими в больничную кассу. В апреле 1917 года инициировал массовую демонстрацию, приветствующую свержение самодержавия, в мае принял активное участие в организации забастовки. В декабре 1917 года избран председателем заводского комитета. Участвовал в совещании работников лесопильных заводов Архангельска в марте 1918 года. В июне 1918 года избран секретарём партячейки лесопилыциков — первой на Печоре. В июле 1918 года избран делегатом 1-го съезда профсоюзов рабочих и служащих лесопромышленных предприятий Архангельской губернии. Арестован в августе 1918 года и отправлен В Мудьюгский концентрационный лагерь, в сентябре 1919 года вместе с группой заключённых бежал, но был схвачен и помещён в лагерь для военнопленных на Кегострове. Вероятно, здесь расстрелян.
.

## Память
Именем Г. В. Хатанзейского названы улицы в городе Нарьян-Мара, и бывшем посёлке Хальмер-Ю. С 1938 по 1993 годы его имя носил Печорский лесозавод (бывший завод «Стелла Поларе». На улице Заводской и улице Хатанзейского в Нарьян-Маре установлена мемориальная доска.